# Moieciu (gmina)
Moieciu – gmina w Rumunii, w okręgu Braszów. Obejmuje miejscowości Cheia, Drumul Carului, Măgura, Moieciu de Jos, Moieciu de Sus i Peștera. W 2011 roku liczyła 4892 mieszkańców. 